# Olesicampe alaskensis
Olesicampe alaskensis là một loài tò vò trong họ Ichneumonidae.